# 港南台遺跡群

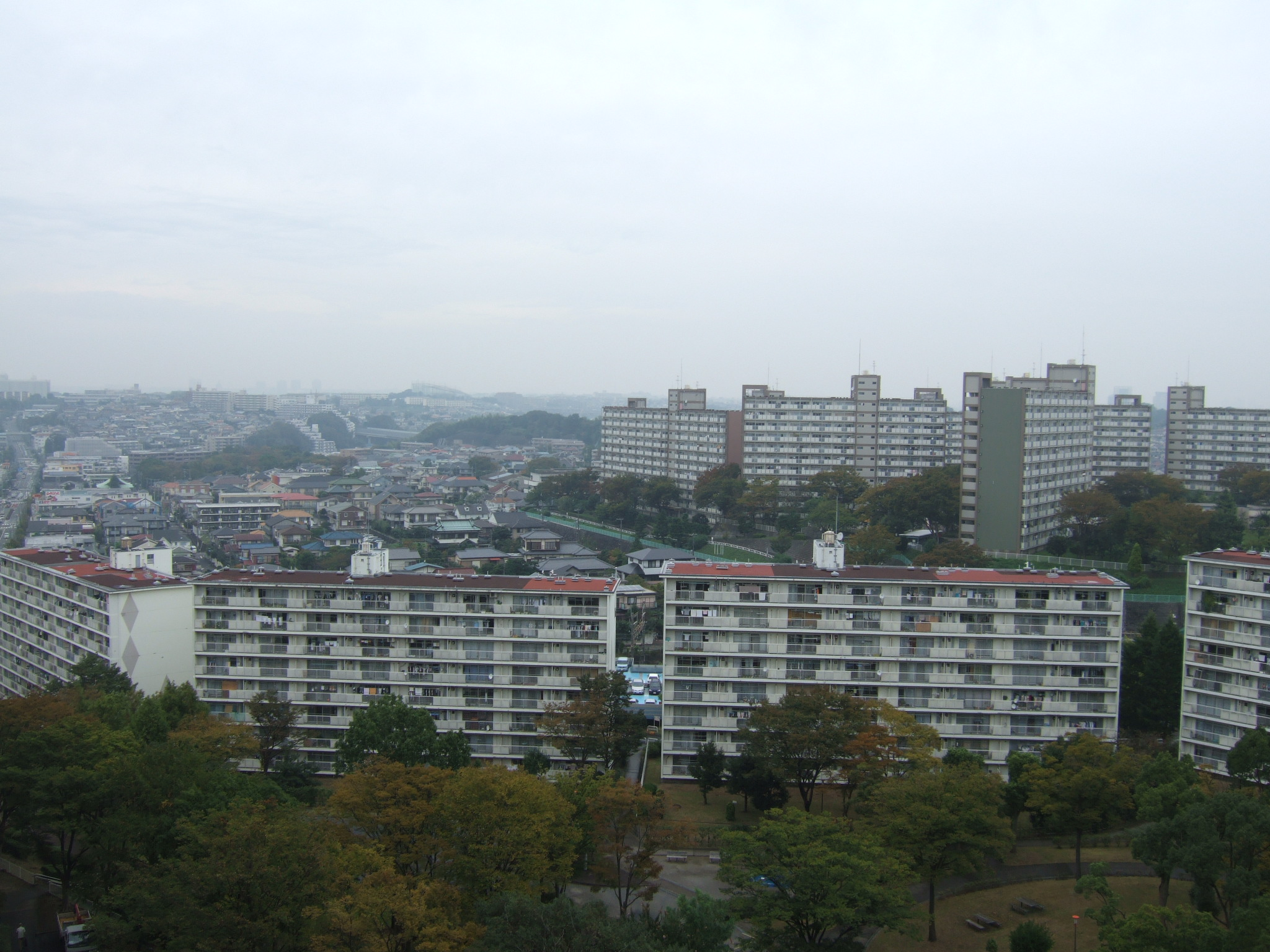
港南台地域の高層団地群。かつて遺跡の点在した丘陵や谷戸を平らに造成した上に建ち並んでいる。（2009年9月29日撮影）

港南台遺跡群（こうなんだいいせきぐん）は、神奈川県横浜市港南区港南台地域に1970年代以前に存在した幾つかの遺跡の総称である（遺跡群）。1960年代後半から70年代前半に同地のニュータウン化大開発に伴い発掘調査されたが、榎戸第2遺跡（えのきどだいにいせき）と松ヶ崎横穴墓群（まつがさきよこあなぼぐん）を除いてほぼすべて消滅してしまった。

## 概要

### 背景
横浜市南部に位置する港南区（1943年（昭和18年）12月から1969年（昭和44年）9月までは南区）日野町一帯（現在の日野・日野南・港南台）は、現在のような住宅街となる以前は、多摩丘陵最南部を構成し円海山を頂点に派生する標高70～80ｍ級の丘陵地帯が広がっていた。それらの丘陵内を大岡川支流の日野川などが下刻（かこく）し、さらにそこから派生した無数の小河川（沢）が樹枝状の複雑な谷戸（谷底平野）を形成して、雑木林や水田が広がり、まばらな民家の集落が点在する里山地帯を形成した。鉄道（JR根岸線）や道路網（環状3号など）は全く開通していなかった。
1960年代の高度経済成長は、大都市横浜のさらなる拡大と人口爆発を引き起こし、市の中心部から周辺地域への市街地拡大を急激に推し進めることとなった。都市近郊の農村地帯だった日野町においても、市街地化計画（港南台土地区画整理事業）が1966年（昭和41年）ごろから本格化し、用地買収後の山林伐採・丘陵の切り崩しと谷埋めによる大造成での宅地化整備が始まった。
港南台地区の丘陵地帯には縄文時代以来人類の生活が営まれ、多くの遺跡が分布している。大開発の造成によって自然地形が山ごと削られることで、それらの遺跡にも消滅の危機が迫り、事前に遺跡を記録保存するための発掘調査が必要となった。
1967年（昭和42年）から68年（昭和43年）に行われた神奈川県教育委員会文化財保護課（現・文化遺産課）による当地域の遺跡分布を確認する踏査では、のちの発掘調査途上に発見されたものも加えて33箇所の遺跡が発見された。
これらの33遺跡は踏査で点的に捉えられたもので、後に複数地点でも同一遺跡として括れることがわかったものもあり、整理した結果、榎戸第1遺跡・榎戸第2遺跡・榎戸第3遺跡・榎戸第4遺跡・榎戸第5遺跡・中谷遺跡・小坪遺跡・松ヶ崎横穴墓群・安養院やぐら群・大神やぐら群・三つ塚・上瀬遺跡の12遺跡に纏められた。
のちに発行された発掘調査報告書『港南台』（1976年発行）には上記33地点12遺跡の分布図（第3図）が掲載されているが、現実の調査地点と地図上のポイントが一致しないものがあるため、本記事上の遺跡分布図は現在の横浜市埋蔵文化財地図（Web版）を参照している。また、12遺跡中の小坪遺跡については、調査歴・状況記録が報告書『港南台』に掲載されておらず、現在の文化財地図にも情報が掲載されていないため詳細不明である。なお、現在の横浜市文化財地図上での港南台地域には、33遺跡よりもはるかに多い遺跡地点が確認・記載されている。
12遺跡は「港南台遺跡群」と総合され、神奈川県文化財専門委員の赤星直忠・岡本勇を顧問とし、川上久夫を団長とする遺跡調査会「港南台地区埋蔵文化財調査団」が結成され、1969年（昭和44年）9月から発掘調査が開始された。しかし、開発工事が大規模に進行するなか、僅かな人員での広範囲の遺跡調査は困難を極め、後述のように調査が予定されていながらその前に破壊される遺跡が出たり、不運な事態に見舞われたりして、1976年（昭和51年）に発掘調査報告書に纏められたものの、満足な記録が残せず調査成果に疑問や不満足な点が残ったという。

## 発見遺跡と調査成果

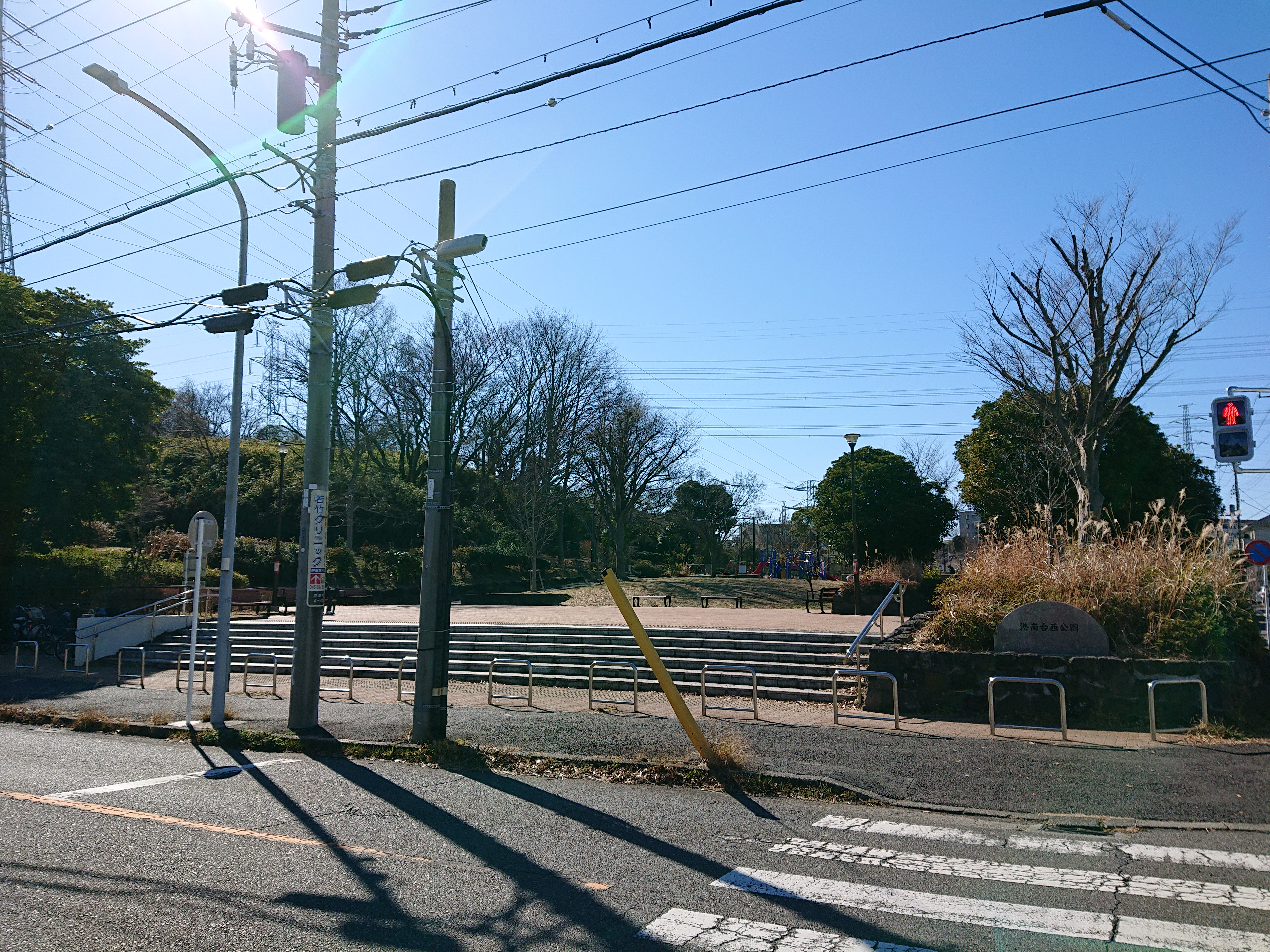
港南台西公園。榎戸第2遺跡の地点である（2021年1月30日撮影）。

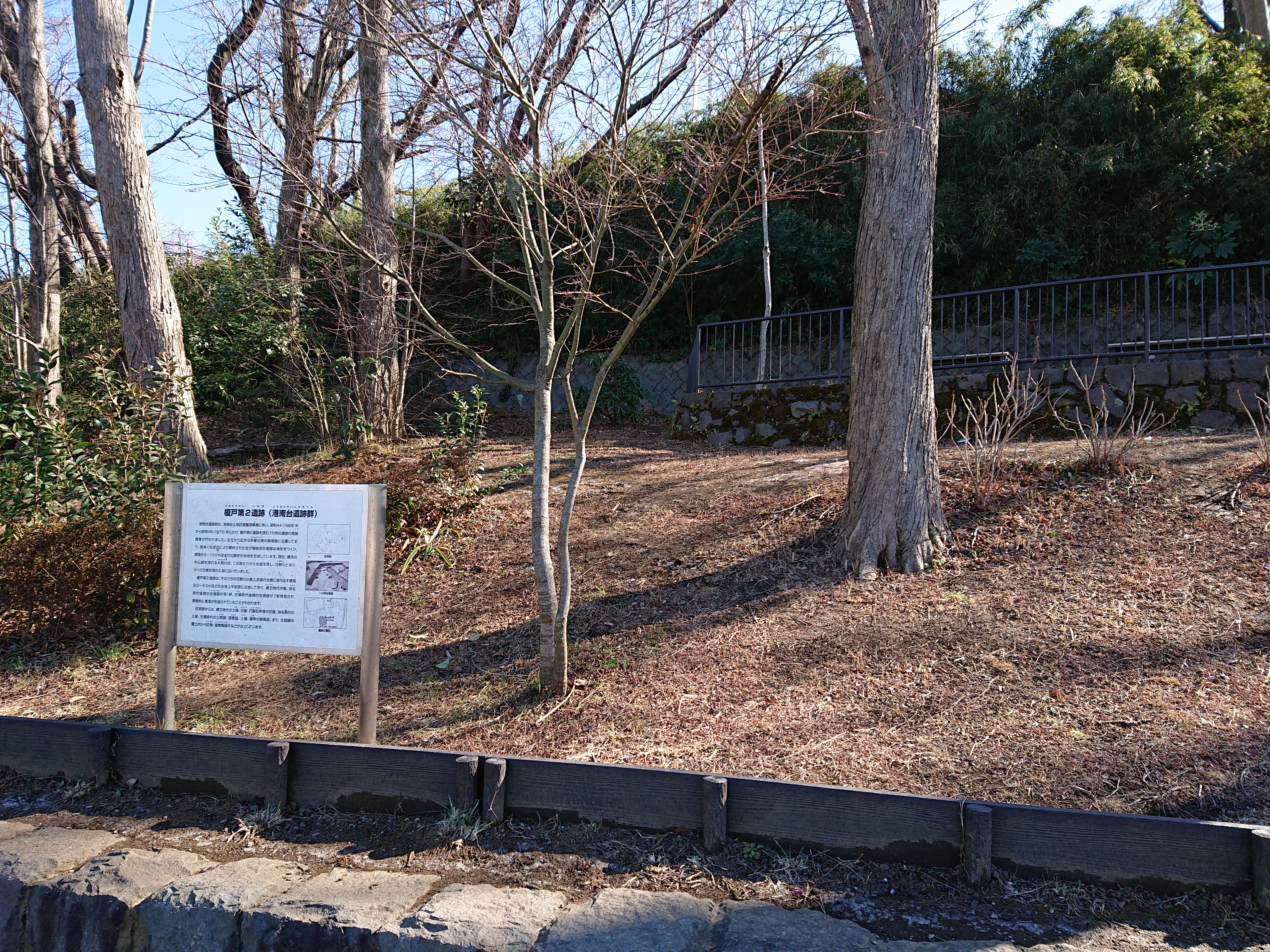
港南台西公園内の樹林。榎戸第2遺跡の案内パネルが立つ（2021年1月30日撮影）。

### 第1次調査
調査期間:1969年（昭和44年）9月15日～同年11月5日。

#### 榎戸第2遺跡
最初に調査が開始された遺跡で、日野町字榎戸（えのきど）4961～66番地の谷戸地に囲まれて北向に張り出す台地の上に存在した。踏査時に「18・19地点」と呼ばれた範囲である。
南側の尾根筋は港南台地域の主要幹線道路（現環状3号）に切り落とされ、調査時には独立丘陵のようになっていた。発掘により、縄文時代中期の竪穴建物1軒、弥生時代後期の竪穴建物最低2軒、不明2軒のほか、竈付きのものを含む古墳時代後期の竪穴建物9軒の合計14軒の竪穴建物が発見され見つかった。出土品は土師器、須恵器、弥生土器、縄文土器のほか、鉄製鎌なども見つかった。

### 第2次調査
調査期間:1969年（昭和44年）12月15日～1970年（昭和45年）3月31日。

#### 榎戸第1遺跡
日野町字臼杵の集落西側の、円海山の山裾から伸びる標高85～100mの馬の背状の尾根筋にあり、踏査時に「5地点」「16地点」と呼ばれた範囲を中心とする。縄文時代中期にあたる加曽利E式土器（EⅠ式～EⅢ式）時代の集落が発見され、馬蹄形に分布する26軒の竪穴建物が発見された。同時期土器や石器が出土したが、これに混ざって後期の堀之内式土器も出土した。しかし集落東側の「15地点」と呼ばれた場所は、工事者側に調査の予定を説明していたにもかかわらず周囲の地形が削り取られ、物理的に調査不能な状況とされ、放棄せざるをえなかったという。横浜市南部地域であまり発見されていなかった、縄文中期の定型化した集落が確認された貴重な遺跡である。

#### 寒念仏塚
馬蹄形の縄文集落が見つかった榎戸第1遺跡「5地点」「16地点」の南側にあった高さ2.75mの古塚である。「寒念仏」と彫られた石碑があった。榎戸第1遺跡調査中に一緒に発掘され、江戸時代の染付磁器や灯明皿が出土し、念仏供養の祭祀が行われていたと推定された。石碑は撤去されたあとは行方不明だという。

#### 榎戸第4遺跡
榎戸第1遺跡と平行して調査が行われた遺跡で、踏査時に「12地点」と呼ばれた範囲である。日野町字榎戸4461～71番地の標高70～80mの丘陵に位置した。この丘陵斜面に刻まれ畑になっている小谷に、縄文土器が散在することから、この谷での発掘が行われていたが、谷の上に広がる僅かな平坦面にも遺物が分布し、谷間の遺物は平坦面からの2次的な流入物とわかったため、平坦面に調査地を切り替え（12´地点）、建物床面と見られる遺構や焼土も検出し始めていた。
しかし、調査団は榎戸第1遺跡の調査に人手を要したため、第4遺跡を度々中断し、人員の増援が得られた時だけ第4遺跡（12´地点）の調査に入るという体制を取らざるを得なかった。ところがその隙をついて、近くの山手学院高等学校（報告書『港南台』では誤記で「山手学園」になっている）の歴史研究部の生徒たちが調査区に侵入し、出土状態を保全していた遺物を学校に持ち去ったうえ、調査途中の遺構を「乱掘」するという事件を起こし、考古学上の記録資料としての価値を喪失させてしまった。このため遺構に関する記録が報告書に全く掲載されておらず、持ち去られなかった一部の遺物についてのみの概要と無念の所感が報告されている。遺物様相から縄文時代後期の堀之内式期の遺跡だったと推測された。

#### 榎戸第5遺跡
日野町字榎戸3595番地にあった標高70mの丘陵山頂にあたる。踏査時には「1地点」と呼ばれた。地元で「塚山」と呼ばれ、山頂部分が古塚と目されたが発掘の結果、塚とは認められなかった。代わりに塚山の南西山麓部（1´地点）に遺物が散布しており、調査の結果土師器や須恵器のほか鉄スラグ（鉄滓）が見つかった。鍛冶遺構も想定されたが、工期の都合上、精査は不可能だった。

### 第3次調査
調査期間:1972年（昭和47年）2月24日～同年3月23日。

#### 中谷遺跡
日野町字中谷4691番地の、日野川水源域の谷戸最奥部にある標高70mの丘陵（通称・高塚）斜面から山裾にあった。この地点の発掘は、開発工事による丘陵の削平が目前に迫る中での緊急調査であり、2月の厳冬期で厳しいものだった。ちなみに調査開始時期はあさま山荘事件の発生期間に重なっており、調査現場でもラジオで事件報道が聞かれていた。踏査時に「9地点」とした丘陵斜面から、斜面を平場に改造して泥岩塊を無数に集積した遺構のほか、鞴の羽口や灰釉陶器片、鉄のスラグ（鉄滓）が発見された。調査前に地主が奈良時代の土師器を採集しており、この場所は奈良～平安時代の鍛冶遺構と推察されたが、鞴の羽口以外に燃焼痕跡や灰などが見られない点に疑問が残された。9地点の斜面より下の谷戸（10地点）の調査では、鎌倉時代～室町時代のかわらけが出土した。

### 第4次調査
調査期間:1972年（昭和47年）10月2日（報告書106頁では「24日」となっている）～1973年（昭和48年）1月31日。

#### 榎戸第3遺跡
栄区（当時は戸塚区）鍛冶ケ谷町との境の日野町字榎戸4970～4979番地にあり、谷戸に囲まれて東西に伸びる丘陵にある。踏査時には「21～26地点」と呼ばれた範囲である。「26地点」と呼ばれた部分は調査前に道路にされた。残った範囲の調査の結果、16軒の竪穴建物が発見された。すべての建物に関する情報は報告書に記載されていないが、縄文時代中期の阿玉台式・勝坂式期のほか、弥生時代終末期～古墳時代前期の建物に大別された。

### その他

#### 松ヶ崎横穴墓群

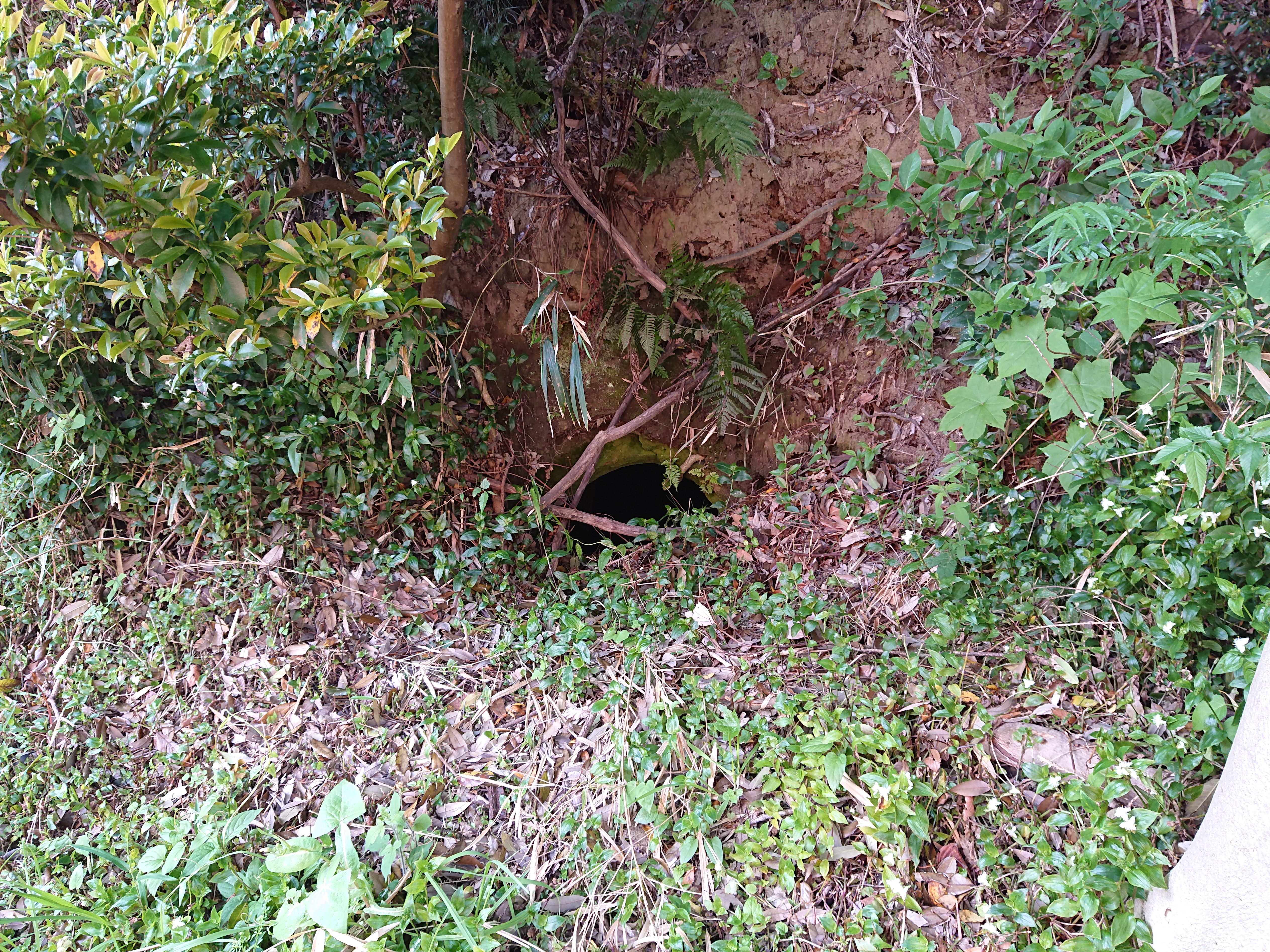
松ヶ崎横穴墓群の1基。藪に埋もれた横穴入口がほんの少し顔を覗かせる（2020年5月5日撮影）。

㹨川側の谷底平野に降る「松ヶ崎」と呼ばれる丘陵突端の斜面にある横穴墓で、踏査時は「20地点」とされた。神奈川県立横浜明朋高等学校（当時は神奈川県立港南台高等学校）の所有地に含まれている。上下2段に8基が確認されたとある。斜面上に擁壁が貼られるなど、丘陵にも造成が及んだが、墓群は開発領域から外れたため辛うじて現状に残された。「鎌倉型横穴墓」と呼ばれる鎌倉郡独特の横穴墓群である。

#### 安養院やぐら群
現在の港南台2丁目24-13の安養寺（安養院）裏山にあった中世のやぐらである。榎戸第1遺跡の発掘時に発見され、確実なもので5基、それらしきものを含めると7基あったという。報告書には開発地域外だったとあるが、現在の市文化財地図では破壊されたとされている。

#### 大神やぐら群
中谷遺跡（第10地点）のある谷戸で、9地点の向かい谷戸となる斜面（字大神）にあった3基のやぐらである。報告書には図面や調査後の記録がないが、現在の市文化財地図では破壊されたとされている。

#### 三つ塚
中谷遺跡（第10地点）のある谷戸から上がる丘陵の峠にあった3つの並んだ塚で、中央の塚がやや大きい。かつて、中央塚に立っていたカシの巨木が倒れた時、地主が根元を掘ってみたが、出土品などは見つからなかったという。富士塚や念仏供養の塚、または十三塚などの性格が考えられたが、調査する前に工事が始まり山ごと切り崩され、正確な位置が解らなくなってしまった。

#### 上瀬遺跡
榎戸第1遺跡の南側、円海山頂から北西に伸びる標高100m級の丘陵上で、塚の存在や縄文土器・土師器等の散布状況から踏査で「4地点（日野町字上瀬832-5455）」、「7地点（上瀬832-78）」、「8地点（上瀬832-57）」とつけられた場所にあった。この場所は現在、塵芥処理施設の横浜市資源循環局港南事務所が建つ位置である。第1遺跡の調査中に発掘する予定だったが、調査会と工事者との連絡不十分のため先に工事されてしまい、未調査のまま削られてしまった。塵芥処理施設内の緑地部分は破壊を受けていない可能性があるため、部分的には保存されているかもしれないという不透明な所感と無念を綴った報告がなされている。

## 現在
日野町は、重機で丘陵を削り落としその土砂で谷を埋め、起伏の激しい地形は平らかになり、道路で区切られた街区の中に整然と住宅やビルが建ち並ぶ都市「港南台」となった。里山の面影はほぼ無く、遺跡群も悉く消滅した。
ただし榎戸第2遺跡は、丘陵が公園用地となったため「港南台西公園」の樹林として埋め戻されて残されている（遺跡案内パネルあり）。また松ヶ崎横穴墓群も破壊を免れており、横浜市登録地域文化財として保存されている（遺跡案内パネルなし）。